# 长城雪茄
长城雪茄是中華人民共和國一個雪茄品牌，历史可追溯到1895年，當時四川什邡當地出現了雪茄作坊。1918年，什邡益州工业社成立，1940年時生产了雪茄1亿支。毛泽东特别喜欢长城雪茄，1964年烟厂派四名技術人員前往北京，专门为中國国家领导人生产特供长城雪茄。1986年，邓小平访问尼泊尔，长城雪茄被指定为国礼相赠給對方。2007年9月4日，什邡分厂雪茄烟制造部改制為川渝中烟工业公司长城雪茄烟厂。2014年，长城雪茄生产4.5亿支，占中國雪茄品牌產量的48.8%；销售3.2亿支，占中國雪茄品牌销量的47.3%。雪茄销售额达9.3亿元，占中國雪茄市场份额60%以上。2011年4月27日，川渝中烟长城雪茄烟厂易地技改项目竣工。